# Telemark-Weltcup 2016/17
Der Telemark-Weltcup 2016/17 war eine vom Weltverband FIS ausgetragene Wettkampfserie im Telemarken. Sie begann am 25. November 2016 in Hintertux und endete am 11. März 2017 in Thyon. Der Weltcup umfasste acht Stationen in Europa. Höhepunkt der Saison war die Telemark-Weltmeisterschaft 2017 im französischen La Plagne von 15. bis 19. März 2017, deren Ergebnisse jedoch nicht zum Weltcup zählten.
Titelverteidiger des Gesamtweltcups waren bei den Herren der Franzose Philippe Lau und bei den Damen die Schweizerin Amélie Reymond.

## Übersicht

### Saisonverlauf
Den Gesamtweltcup der Herren gewann zum dritten Mal nach 2013/14 und 2014/15 der Deutsche Tobias Müller. Zudem gelang es ihm zum zweiten Mal nach der Saison 2013/14, auch sämtliche Einzelwertungen des Telemark-Weltcups für sich zu entscheiden, wobei er sich den Sieg im Classicweltcup mit dem Schweizer Bastien Dayer teilen musste. Müller konnte somit mit dem Vorjahresgesamtsieger Philippe Lau gleichziehen, der in seiner Karriere bis dahin ebenfalls dreimal den Gesamtweltcup gewinnen konnte.
Bei den Damen siegte zum vierten Mal in Serie und zum achten Mal insgesamt die Schweizerin Amélie Reymond im Gesamtweltcup. Wie Müller konnte auch sie, bereits zum siebten Mal, neben dem Gesamtweltcup alle Disziplinwertungen gewinnen. In der Classic-Wertung lag sie zum neunten Mal in Folge an erster Stelle. In Summe konnte sie damit, neben ihren acht Triumphen im Gesamtweltcup, auch bereits 25 Siege in einer Einzelwertung erzielen. Damit ist sie in sämtlichen Disziplinen die alleinige Rekordhalterin.
Im Saisonverlauf konnten bei den Männern sieben verschiedene Athleten mindestens einen Wettkampf gewinnen. Unter diesen waren zwei Premierensieger: Der Norweger Trym Nygaard Løken, der insgesamt drei Wettbewerbe beim Weltcup in Hurdal und beim Saisonfinale in Thyon gewann und Zweiter des Gesamtweltcups wurde sowie der Schweizer Stefan Matter, der den Parallelsprint in Krvavec vor Müller und Løken für sich entschied. Gesamtweltcupsieger Müller gewann mit acht Tagessiegen die meisten Rennen vor Bastien Dayer, Lau und Løken mit jeweils drei sowie Matter, Nicolas Michel und Jonas Schmid mit jeweils einem Sieg. Bei den Frauen gelang Reymond eine perfekte Saison. So blieb sie in allen 20 Wettbewerben ungeschlagen. In ihrem Schatten stand Mathilde Olsen Ilebrekke, die 17 Podiumsplatzierungen erreichte und mit weiten Abständen – nach vorne zu Reymond und nach hinten zur drittplatzierten Beatrice Zimmermann – den zweiten Gesamtrang belegte. Den einzigen Mixed-Wettbewerb der Saison in Krvavec gewann die Schweiz vor Norwegen und Frankreich.
Die Nationenwertung gewann sowohl bei den Männern als auch bei den Frauen die Schweiz. Selbiges galt für die kombinierte Nationenwertung beider Geschlechter.

### Wettkampfkalender
Im Vergleich zur Vorsaison fielen die Veranstaltungen in La Plagne, wo 2017 die Weltmeisterschaft stattfand, Les Contamines-Montjoie, Espot, Golte und Mürren aus dem Weltcupkalender. Dafür gastierte man 2016/17 in La Thuile, Méribel, Krvavec, Hurdal und Thyon. Unverändert blieben Hintertux, Bad Hindelang und Rjukan im Kalender.
| #      | Datum                 | Land        | Ort           | Wettkämpfe | Wettkämpfe | Wettkämpfe |
| #      | Datum                 | Land        | Ort           | Cl         | Sp         | Ps         |
| ------ | --------------------- | ----------- | ------------- | ---------- | ---------- | ---------- |
| 1      | 25.–27. November 2016 | Österreich  | Hintertux     |            | 2          | 1          |
| 2      | 19.–20. Januar 2017   | Italien     | La Thuile     | 1          | 1          |            |
| 3      | 21.–22. Januar 2017   | Frankreich  | Méribel       |            | 1          | 1          |
| 4      | 28.–30. Januar 2017   | Slowenien   | Krvavec       |            | 1          | 1          |
| 5      | 4.–5. Februar 2017    | Deutschland | Bad Hindelang |            |            | 2          |
| 6      | 24.–26. Februar 2017  | Norwegen    | Hurdal        | 1          | 1          | 1          |
| 7      | 1.–3. März 2017       | Norwegen    | Rjukan        | 1          | 1          | 1          |
| 8      | 9.–11. März 2017      | Schweiz     | Thyon         | 1          | 1          | 1          |
| Anzahl | Anzahl                | Anzahl      | Anzahl        | 4          | 8          | 8          |

Disziplinen: Cl: Classic, Sp: Sprint Classic, Ps: Parallelsprint

## Männer

### Resultate und Kalender
| 1. Weltcup in Hintertux, 25.–27. November 2016 | 1. Weltcup in Hintertux, 25.–27. November 2016 | 1. Weltcup in Hintertux, 25.–27. November 2016 | 1. Weltcup in Hintertux, 25.–27. November 2016 | 1. Weltcup in Hintertux, 25.–27. November 2016 |
| ---------------------------------------------- | ---------------------------------------------- | ---------------------------------------------- | ---------------------------------------------- | ---------------------------------------------- |
| Datum                                          | Disziplin                                      | Erster Platz                                   | Zweiter Platz                                  | Dritter Platz                                  |
| 25. November 2016 (Fr.)                        | Sprint                                         | Philippe Lau                                   | Tobias Müller                                  | Jonas Schmid                                   |
| 26. November 2016 (Sa.)                        | Sprint                                         | Tobias Müller                                  | Jonas Schmid                                   | Stefan Matter                                  |
| 27. November 2016 (So.)                        | Parallelsprint                                 | Tobias Müller                                  | Jonas Schmid                                   | Bastien Dayer                                  |

| 2. Weltcup in La Thuile, 19.–20. Januar 2017 | 2. Weltcup in La Thuile, 19.–20. Januar 2017 | 2. Weltcup in La Thuile, 19.–20. Januar 2017 | 2. Weltcup in La Thuile, 19.–20. Januar 2017 | 2. Weltcup in La Thuile, 19.–20. Januar 2017 |
| -------------------------------------------- | -------------------------------------------- | -------------------------------------------- | -------------------------------------------- | -------------------------------------------- |
| Datum                                        | Disziplin                                    | Erster Platz                                 | Zweiter Platz                                | Dritter Platz                                |
| 19. Januar 2017 (Do.)                        | Sprint                                       | Philippe Lau                                 | Stefan Matter                                | Bastien Dayer                                |
| 20. Januar 2017 (Fr.)                        | Classic                                      | Bastien Dayer                                | Nicolas Michel                               | Tobias Müller                                |

| 3. Weltcup in Méribel, 21.–22. Januar 2017 | 3. Weltcup in Méribel, 21.–22. Januar 2017 | 3. Weltcup in Méribel, 21.–22. Januar 2017 | 3. Weltcup in Méribel, 21.–22. Januar 2017 | 3. Weltcup in Méribel, 21.–22. Januar 2017 |
| ------------------------------------------ | ------------------------------------------ | ------------------------------------------ | ------------------------------------------ | ------------------------------------------ |
| Datum                                      | Disziplin                                  | Erster Platz                               | Zweiter Platz                              | Dritter Platz                              |
| 21. Januar 2017 (Sa.)                      | Sprint                                     | Philippe Lau                               | Nicolas Michel                             | Tobias Müller                              |
| 22. Januar 2017 (So.)                      | Parallelsprint                             | Tobias Müller                              | Bastien Dayer                              | Andreas Solstad Alme                       |

| 4. Weltcup in Krvavec, 28.–30. Januar 2017 | 4. Weltcup in Krvavec, 28.–30. Januar 2017 | 4. Weltcup in Krvavec, 28.–30. Januar 2017 | 4. Weltcup in Krvavec, 28.–30. Januar 2017 | 4. Weltcup in Krvavec, 28.–30. Januar 2017 |
| ------------------------------------------ | ------------------------------------------ | ------------------------------------------ | ------------------------------------------ | ------------------------------------------ |
| Datum                                      | Disziplin                                  | Erster Platz                               | Zweiter Platz                              | Dritter Platz                              |
| 28. Januar 2017 (Sa.)                      | Parallelsprint                             | Stefan Matter                              | Tobias Müller                              | Trym Nygaard Løken                         |
| 30. Januar 2017 (Mo.)                      | Sprint                                     | Nicolas Michel                             | Tobias Müller                              | Trym Nygaard Løken                         |

| 5. Weltcup in Bad Hindelang, 4.–5. Februar 2017 | 5. Weltcup in Bad Hindelang, 4.–5. Februar 2017 | 5. Weltcup in Bad Hindelang, 4.–5. Februar 2017 | 5. Weltcup in Bad Hindelang, 4.–5. Februar 2017 | 5. Weltcup in Bad Hindelang, 4.–5. Februar 2017 |
| ----------------------------------------------- | ----------------------------------------------- | ----------------------------------------------- | ----------------------------------------------- | ----------------------------------------------- |
| Datum                                           | Disziplin                                       | Erster Platz                                    | Zweiter Platz                                   | Dritter Platz                                   |
| 4. Februar 2017 (Sa.)                           | Parallelsprint                                  | Tobias Müller                                   | Nicolas Michel                                  | Philippe Lau                                    |
| 5. Februar 2017 (So.)                           | Parallelsprint                                  | Jonas Schmid                                    | Stefan Matter                                   | Trym Nygaard Løken                              |

| 6. Weltcup in Hurdal, 24.–26. Februar 2017 | 6. Weltcup in Hurdal, 24.–26. Februar 2017 | 6. Weltcup in Hurdal, 24.–26. Februar 2017 | 6. Weltcup in Hurdal, 24.–26. Februar 2017 | 6. Weltcup in Hurdal, 24.–26. Februar 2017 |
| ------------------------------------------ | ------------------------------------------ | ------------------------------------------ | ------------------------------------------ | ------------------------------------------ |
| Datum                                      | Disziplin                                  | Erster Platz                               | Zweiter Platz                              | Dritter Platz                              |
| 24. Februar 2017 (Fr.)                     | Classic                                    | Trym Nygaard Løken                         | Tobias Müller                              | Bastien Dayer                              |
| 25. Februar 2017 (Sa.)                     | Parallelsprint                             | Trym Nygaard Løken                         | Stefan Matter                              | Bastien Dayer                              |
| 26. Februar 2017 (So.)                     | Sprint                                     | Tobias Müller                              | Philippe Lau                               | Nicolas Michel                             |

| 7. Weltcup in Rjukan, 1.–3. März 2017 | 7. Weltcup in Rjukan, 1.–3. März 2017 | 7. Weltcup in Rjukan, 1.–3. März 2017 | 7. Weltcup in Rjukan, 1.–3. März 2017 | 7. Weltcup in Rjukan, 1.–3. März 2017 |
| ------------------------------------- | ------------------------------------- | ------------------------------------- | ------------------------------------- | ------------------------------------- |
| Datum                                 | Disziplin                             | Erster Platz                          | Zweiter Platz                         | Dritter Platz                         |
| 1. März 2017 (Do.)                    | Classic                               | Tobias Müller                         | Trym Nygaard Løken                    | Bastien Dayer                         |
| 2. März 2017 (Fr.)                    | Sprint                                | Tobias Müller                         | Trym Nygaard Løken                    | Philippe Lau                          |
| 3. März 2017 (Sa.)                    | Parallelsprint                        | Bastien Dayer                         | Trym Nygaard Løken                    | Aadne Kristenstuen                    |

| 8. Weltcup in Thyon, 9.–11. März 2017 | 8. Weltcup in Thyon, 9.–11. März 2017 | 8. Weltcup in Thyon, 9.–11. März 2017 | 8. Weltcup in Thyon, 9.–11. März 2017 | 8. Weltcup in Thyon, 9.–11. März 2017 |
| ------------------------------------- | ------------------------------------- | ------------------------------------- | ------------------------------------- | ------------------------------------- |
| Datum                                 | Disziplin                             | Erster Platz                          | Zweiter Platz                         | Dritter Platz                         |
| 9. März 2017 (Fr.)                    | Classic                               | Bastien Dayer                         | Tobias Müller                         | Trym Nygaard Løken                    |
| 10. März 2017 (Sa.)                   | Parallelsprint                        | Trym Nygaard Løken                    | Stefan Matter                         | Tobias Müller                         |
| 11. März 2017 (So.)                   | Sprint                                | Tobias Müller                         | Bastien Dayer                         | Philippe Lau                          |

| 21. Telemark-Weltmeisterschaft in La Plagne, 15.–19. März 2017 |

### Weltcupstände Männer
| Rang | Name                 | Punkte | Siege |
| ---- | -------------------- | ------ | ----- |
| 01   | Tobias Müller        | 1525   | 08    |
| 02   | Trym Nygaard Løken   | 1105   | 03    |
| 03   | Bastien Dayer        | 1085   | 03    |
| 04   | Stefan Matter        | 1047   | 01    |
| 05   | Philippe Lau         | 0951   | 03    |
| 06   | Nicolas Michel       | 0886   | 01    |
| 07   | Aadne Kristenstuen   | 0615   | 0     |
| 08   | Jure Aleš            | 0583   | 0     |
| 09   | Jonas Schmid         | 0513   | 01    |
| 10   | Sivert Hole          | 0412   | 0     |
| 11   | Olle Collberg        | 0340   | 0     |
| 12   | Matti Lopez          | 0305   | 0     |
| 13   | Elie Nabot           | 0294   | 0     |
| 14   | Guillaume Issautier  | 0212   | 0     |
| 15   | Julien Nicaty        | 0208   | 0     |
| 15   | Julian Seubert       | 0208   | 0     |
| 17   | Charlie Fradet       | 0180   | 0     |
| 18   | Sašo Aleš            | 0177   | 0     |
| 19   | Thomas Orlovius      | 0176   | 0     |
| 20   | Nicolas Perret       | 0175   | 0     |
| 21   | Romain Beney         | 0165   | 0     |
| 22   | Andreas Solstad Alme | 0139   | 0     |

| Rang | Name                     | Punkte | Siege |
| ---- | ------------------------ | ------ | ----- |
| 23   | Benedikt Holzmann        | 0138   | 0     |
| 24   | Louis Hatchwell          | 0137   | 0     |
| 25   | Tanner Visnick           | 0133   | 0     |
| 26   | Thomas Rufer             | 0114   | 0     |
| 27   | Leonhard Müller          | 0105   | 0     |
| 28   | Henrik Buck Bryn         | 0103   | 0     |
| 29   | Moritz Hamberger         | 0102   | 0     |
| 30   | Kamil Dostál             | 0099   | 0     |
| 31   | Jasper Taylor            | 0096   | 0     |
| 32   | Maxime Mosset            | 0093   | 0     |
| 33   | Kishū Anada              | 0092   | 0     |
| 34   | Shigeta Hisada           | 0081   | 0     |
| 35   | Gaetan Procureur         | 0079   | 0     |
| 36   | Noé Claye                | 0077   | 0     |
| 37   | Valentin Roduit          | 0076   | 0     |
| 38   | Maximilian Uber          | 0074   | 0     |
| 39   | Ondřej Hegar             | 0066   | 0     |
| 40   | Erik Kvernberg           | 0065   | 0     |
| 41   | Kristian Lauvik Gjelstad | 0057   | 0     |
| 42   | Robin Kraft              | 0052   | 0     |
| 43   | Øyvind Vagstad           | 0051   | 0     |
| 44   | Mikkel Nygaard Løken     | 0050   | 0     |

| Rang | Name                      | Punkte | Siege |
| ---- | ------------------------- | ------ | ----- |
| 45   | Yanis Pithois             | 0047   | 0     |
| 46   | Sio Bingham               | 0046   | 0     |
| 47   | Matěj Kopecký             | 0041   | 0     |
| 48   | Bernard Fasel             | 0040   | 0     |
| 48   | Julian Giacomelli         | 0040   | 0     |
| 50   | Amund Møster Haugen       | 0034   | 0     |
| 51   | Nicolas Belissent         | 0030   | 0     |
| 52   | Tor Kjetil Alstad         | 0028   | 0     |
| 53   | Edoardo Alliod            | 0027   | 0     |
| 53   | Rok Šmejic                | 0027   | 0     |
| 55   | Dario Burgener            | 0026   | 0     |
| 56   | Adrien Etiévent           | 0020   | 0     |
| 57   | Nikolai Isajew            | 0016   | 0     |
| 57   | Fabio Negro               | 0016   | 0     |
| 59   | Alec Dixon                | 0015   | 0     |
| 60   | Antoine Bélanger-Morin    | 0011   | 0     |
| 61   | Colin Dixon               | 0005   | 0     |
| 61   | Iver Hexeberg             | 0005   | 0     |
| 61   | Hikaru Nishimura          | 0005   | 0     |
| 61   | John-Steinar Solstad Alme | 0005   | 0     |
| 65   | Davide Dallago            | 0003   | 0     |
| 66   | Kohei Hirose              | 0001   | 0     |

| Rang | Name               | Punkte | Siege |
| ---- | ------------------ | ------ | ----- |
| 01   | Bastien Dayer      | 0320   | 02    |
| 01   | Tobias Müller      | 0320   | 01    |
| 03   | Trym Nygaard Løken | 0290   | 01    |
| 04   | Stefan Matter      | 0171   | 0     |
| 05   | Aadne Kristenstuen | 0166   | 0     |
| 06   | Nicolas Michel     | 0161   | 0     |
| 07   | Sivert Hole        | 0138   | 0     |
| 08   | Jure Aleš          | 0134   | 0     |
| 09   | Olle Collberg      | 0123   | 0     |
| 10   | Philippe Lau       | 0086   | 0     |

| Rang | Name               | Punkte | Siege |
| ---- | ------------------ | ------ | ----- |
| 01   | Tobias Müller      | 0670   | 04    |
| 02   | Philippe Lau       | 0585   | 03    |
| 03   | Nicolas Michel     | 0445   | 01    |
| 04   | Stefan Matter      | 0391   | 0     |
| 05   | Bastien Dayer      | 0355   | 0     |
| 05   | Trym Nygaard Løken | 0355   | 0     |
| 07   | Jure Aleš          | 0254   | 0     |
| 08   | Aadne Kristenstuen | 0194   | 0     |
| 09   | Jonas Schmid       | 0164   | 0     |
| 10   | Sivert Hole        | 0149   | 0     |

| Rang | Name               | Punkte | Siege |
| ---- | ------------------ | ------ | ----- |
| 01   | Tobias Müller      | 0535   | 03    |
| 02   | Stefan Matter      | 0485   | 01    |
| 03   | Trym Nygaard Løken | 0460   | 02    |
| 04   | Bastien Dayer      | 0410   | 01    |
| 05   | Jonas Schmid       | 0285   | 01    |
| 06   | Philippe Lau       | 0280   | 0     |
| 06   | Nicolas Michel     | 0280   | 0     |
| 08   | Aadne Kristenstuen | 0255   | 0     |
| 09   | Jure Aleš          | 0195   | 0     |
| 10   | Olle Collberg      | 0135   | 0     |

| Endstand |                        |        |
| \| Rang \| Name \| Punkte \| \| ---- \| ---------------------- \| ------ \| \| 01. \| Schweiz \| 3819 \| \| 02. \| Deutschland \| 2893 \| \| 03. \| Norwegen \| 2669 \| \| 04. \| Frankreich \| 2261 \| \| 05. \| Slowenien \| 0787 \| \| 06. \| Schweden \| 0340 \| \| 07. \| Vereinigtes Königreich \| 0297 \| \| 08. \| Tschechien \| 0206 \| \| 09. \| Japan \| 0179 \| \| 10. \| Vereinigte Staaten \| 0163 \| \| 11. \| Italien \| 0086 \| \| 12. \| Russland \| 0016 \| \| 13. \| Kanada \| 0011 \| |                        |        |
| Rang | Name                   | Punkte |
| 01. | Schweiz                | 3819   |
| 02. | Deutschland            | 2893   |
| 03. | Norwegen               | 2669   |
| 04. | Frankreich             | 2261   |
| 05. | Slowenien              | 0787   |
| 06. | Schweden               | 0340   |
| 07. | Vereinigtes Königreich | 0297   |
| 08. | Tschechien             | 0206   |
| 09. | Japan                  | 0179   |
| 10. | Vereinigte Staaten     | 0163   |
| 11. | Italien                | 0086   |
| 12. | Russland               | 0016   |
| 13. | Kanada                 | 0011   |

## Frauen

### Resultate und Kalender
| 1. Weltcup in Hintertux, 25.–27. November 2016 | 1. Weltcup in Hintertux, 25.–27. November 2016 | 1. Weltcup in Hintertux, 25.–27. November 2016 | 1. Weltcup in Hintertux, 25.–27. November 2016 | 1. Weltcup in Hintertux, 25.–27. November 2016 |
| ---------------------------------------------- | ---------------------------------------------- | ---------------------------------------------- | ---------------------------------------------- | ---------------------------------------------- |
| Datum                                          | Disziplin                                      | Erster Platz                                   | Zweiter Platz                                  | Dritter Platz                                  |
| 25. November 2016 (Fr.)                        | Sprint                                         | Amélie Reymond                                 | Mathilde Olsen Ilebrekke                       | Beatrice Zimmermann                            |
| 26. November 2016 (Sa.)                        | Sprint                                         | Amélie Reymond                                 | Mathilde Olsen Ilebrekke                       | Thea Smedheim Lunde                            |
| 27. November 2016 (So.)                        | Parallelsprint                                 | Amélie Reymond                                 | Thea Smedheim Lunde                            | Mathilde Olsen Ilebrekke                       |

| 2. Weltcup in La Thuile, 19.–20. Januar 2017 | 2. Weltcup in La Thuile, 19.–20. Januar 2017 | 2. Weltcup in La Thuile, 19.–20. Januar 2017 | 2. Weltcup in La Thuile, 19.–20. Januar 2017 | 2. Weltcup in La Thuile, 19.–20. Januar 2017 |
| -------------------------------------------- | -------------------------------------------- | -------------------------------------------- | -------------------------------------------- | -------------------------------------------- |
| Datum                                        | Disziplin                                    | Erster Platz                                 | Zweiter Platz                                | Dritter Platz                                |
| 19. Januar 2017 (Do.)                        | Sprint                                       | Amélie Reymond                               | Jasmin Taylor                                | Mathilde Olsen Ilebrekke                     |
| 20. Januar 2017 (Fr.)                        | Classic                                      | Amélie Reymond                               | Mathilde Olsen Ilebrekke                     | Beatrice Zimmermann                          |

| 3. Weltcup in Méribel, 21.–22. Januar 2017 | 3. Weltcup in Méribel, 21.–22. Januar 2017 | 3. Weltcup in Méribel, 21.–22. Januar 2017 | 3. Weltcup in Méribel, 21.–22. Januar 2017 | 3. Weltcup in Méribel, 21.–22. Januar 2017 |
| ------------------------------------------ | ------------------------------------------ | ------------------------------------------ | ------------------------------------------ | ------------------------------------------ |
| Datum                                      | Disziplin                                  | Erster Platz                               | Zweiter Platz                              | Dritter Platz                              |
| 21. Januar 2017 (Sa.)                      | Sprint                                     | Amélie Reymond                             | Mathilde Olsen Ilebrekke                   | Argeline Tan-Bouquet                       |
| 22. Januar 2017 (So.)                      | Parallelsprint                             | Amélie Reymond                             | Mathilde Olsen Ilebrekke                   | Argeline Tan-Bouquet                       |

| 4. Weltcup in Krvavec, 28.–30. Januar 2017 | 4. Weltcup in Krvavec, 28.–30. Januar 2017 | 4. Weltcup in Krvavec, 28.–30. Januar 2017 | 4. Weltcup in Krvavec, 28.–30. Januar 2017 | 4. Weltcup in Krvavec, 28.–30. Januar 2017 |
| ------------------------------------------ | ------------------------------------------ | ------------------------------------------ | ------------------------------------------ | ------------------------------------------ |
| Datum                                      | Disziplin                                  | Erster Platz                               | Zweiter Platz                              | Dritter Platz                              |
| 28. Januar 2017 (Sa.)                      | Parallelsprint                             | Amélie Reymond                             | Beatrice Zimmermann                        | Jasmin Taylor                              |
| 30. Januar 2017 (Mo.)                      | Sprint                                     | Amélie Reymond                             | Mathilde Olsen Ilebrekke                   | Jasmin Taylor                              |

| 5. Weltcup in Bad Hindelang, 4.–5. Februar 2017 | 5. Weltcup in Bad Hindelang, 4.–5. Februar 2017 | 5. Weltcup in Bad Hindelang, 4.–5. Februar 2017 | 5. Weltcup in Bad Hindelang, 4.–5. Februar 2017 | 5. Weltcup in Bad Hindelang, 4.–5. Februar 2017 |
| ----------------------------------------------- | ----------------------------------------------- | ----------------------------------------------- | ----------------------------------------------- | ----------------------------------------------- |
| Datum                                           | Disziplin                                       | Erster Platz                                    | Zweiter Platz                                   | Dritter Platz                                   |
| 4. Februar 2017 (Sa.)                           | Parallelsprint                                  | Amélie Reymond                                  | Guro Helde Kjølseth                             | Argeline Tan-Bouquet                            |
| 5. Februar 2017 (So.)                           | Parallelsprint                                  | Amélie Reymond                                  | Guro Helde Kjølseth                             | Beatrice Zimmermann                             |

| 6. Weltcup in Hurdal, 24.–26. Februar 2017 | 6. Weltcup in Hurdal, 24.–26. Februar 2017 | 6. Weltcup in Hurdal, 24.–26. Februar 2017 | 6. Weltcup in Hurdal, 24.–26. Februar 2017 | 6. Weltcup in Hurdal, 24.–26. Februar 2017 |
| ------------------------------------------ | ------------------------------------------ | ------------------------------------------ | ------------------------------------------ | ------------------------------------------ |
| Datum                                      | Disziplin                                  | Erster Platz                               | Zweiter Platz                              | Dritter Platz                              |
| 24. Februar 2017 (Fr.)                     | Classic                                    | Amélie Reymond                             | Mathilde Olsen Ilebrekke                   | Jasmin Taylor                              |
| 25. Februar 2017 (Sa.)                     | Parallelsprint                             | Amélie Reymond                             | Mathilde Olsen Ilebrekke                   | Jasmin Taylor                              |
| 26. Februar 2017 (So.)                     | Sprint                                     | Amélie Reymond                             | Mathilde Olsen Ilebrekke                   | Guro Helde Kjølseth                        |

| 7. Weltcup in Rjukan, 1.–3. März 2017 | 7. Weltcup in Rjukan, 1.–3. März 2017 | 7. Weltcup in Rjukan, 1.–3. März 2017 | 7. Weltcup in Rjukan, 1.–3. März 2017 | 7. Weltcup in Rjukan, 1.–3. März 2017 |
| ------------------------------------- | ------------------------------------- | ------------------------------------- | ------------------------------------- | ------------------------------------- |
| Datum                                 | Disziplin                             | Erster Platz                          | Zweiter Platz                         | Dritter Platz                         |
| 1. März 2017 (Do.)                    | Classic                               | Amélie Reymond                        | Beatrice Zimmermann                   | Mathilde Olsen Ilebrekke              |
| 2. März 2017 (Fr.)                    | Sprint                                | Amélie Reymond                        | Mathilde Olsen Ilebrekke              | Beatrice Zimmermann                   |
| 3. März 2017 (Sa.)                    | Parallelsprint                        | Amélie Reymond                        | Mathilde Olsen Ilebrekke              | Guro Helde Kjølseth                   |

| 8. Weltcup in Thyon, 9.–11. März 2017 | 8. Weltcup in Thyon, 9.–11. März 2017 | 8. Weltcup in Thyon, 9.–11. März 2017 | 8. Weltcup in Thyon, 9.–11. März 2017 | 8. Weltcup in Thyon, 9.–11. März 2017 |
| ------------------------------------- | ------------------------------------- | ------------------------------------- | ------------------------------------- | ------------------------------------- |
| Datum                                 | Disziplin                             | Erster Platz                          | Zweiter Platz                         | Dritter Platz                         |
| 9. März 2017 (Fr.)                    | Classic                               | Amélie Reymond                        | Mathilde Olsen Ilebrekke              | Beatrice Zimmermann                   |
| 10. März 2017 (Sa.)                   | Parallelsprint                        | Amélie Reymond                        | Mathilde Olsen Ilebrekke              | Jasmin Taylor                         |
| 11. März 2017 (So.)                   | Sprint                                | Amélie Reymond                        | Mathilde Olsen Ilebrekke              | Argeline Tan-Bouquet                  |

| 21. Telemark-Weltmeisterschaft in La Plagne, 15.–19. März 2017 |

### Weltcupstände Frauen
| Rang | Name                     | Punkte | Siege |
| ---- | ------------------------ | ------ | ----- |
| 01   | Amélie Reymond           | 2000   | 20    |
| 02   | Mathilde Olsen Ilebrekke | 1420   | 0     |
| 03   | Beatrice Zimmermann      | 1011   | 0     |
| 04   | Jasmin Taylor            | 0956   | 0     |
| 05   | Argeline Tan-Bouquet     | 0891   | 0     |
| 06   | Guro Helde Kjølseth      | 0840   | 0     |
| 07   | Thea Smedheim Lunde      | 0765   | 0     |
| 08   | Maelle Froissart         | 0419   | 0     |
| 09   | Kathrin Reischmann       | 0295   | 0     |
| 10   | Chloe Blyth              | 0192   | 0     |
| 11   | Anežka Přibylová         | 0188   | 0     |

| Rang | Name                    | Punkte | Siege |
| ---- | ----------------------- | ------ | ----- |
| 12   | Magdalena Kopecká       | 0186   | 0     |
| 13   | Katarina Malenšek       | 0185   | 0     |
| 14   | Kim Aegerter            | 0165   | 0     |
| 15   | Simone Oehrli           | 0163   | 0     |
| 16   | Theresa Fichtl          | 0161   | 0     |
| 17   | Lena Attorresi          | 0118   | 0     |
| 18   | Špela Mičunović         | 0086   | 0     |
| 18   | Nina Steinhauer         | 0086   | 0     |
| 20   | Christine Fasel         | 0071   | 0     |
| 21   | Naila Cardwell-Lefebvre | 0065   | 0     |
| 22   | Tara Parks              | 0064   | 0     |

| Rang | Name                 | Punkte | Siege |
| ---- | -------------------- | ------ | ----- |
| 23   | Myriam Huguet        | 0062   | 0     |
| 24   | Ane Hemmestad Sunde  | 0057   | 0     |
| 25   | Kaja Bjørnstad Konow | 0056   | 0     |
| 26   | Johanna Holzmann     | 0055   | 0     |
| 27   | Goril Strom Eriksen  | 0054   | 0     |
| 28   | Andrea Fiskaa Haugen | 0053   | 0     |
| 29   | Eirin Fiskaa Haugen  | 0046   | 0     |
| 30   | Julie Anette Dahle   | 0015   | 0     |
| 31   | Oda Helene Buck Bryn | 0005   | 0     |
| 31   | Lene Husvik          | 0005   | 0     |

| Rang | Name                     | Punkte | Siege |
| ---- | ------------------------ | ------ | ----- |
| 01   | Amélie Reymond           | 0400   | 04    |
| 02   | Mathilde Olsen Ilebrekke | 0300   | 0     |
| 03   | Beatrice Zimmermann      | 0245   | 0     |
| 04   | Jasmin Taylor            | 0205   | 0     |
| 05   | Argeline Tan-Bouquet     | 0185   | 0     |
| 06   | Thea Smedheim Lunde      | 0144   | 0     |
| 07   | Guro Helde Kjølseth      | 0121   | 0     |
| 08   | Chloe Blyth              | 0068   | 0     |
| 09   | Magdalena Kopecká        | 0042   | 0     |
| 10   | Simone Oehrli            | 0040   | 0     |

| Rang | Name                     | Punkte | Siege |
| ---- | ------------------------ | ------ | ----- |
| 01   | Amélie Reymond           | 0800   | 08    |
| 02   | Mathilde Olsen Ilebrekke | 0620   | 0     |
| 03   | Argeline Tan-Bouquet     | 0401   | 0     |
| 04   | Beatrice Zimmermann      | 0366   | 0     |
| 05   | Jasmin Taylor            | 0361   | 0     |
| 05   | Guro Helde Kjølseth      | 0279   | 0     |
| 07   | Thea Smedheim Lunde      | 0254   | 0     |
| 08   | Maelle Froissart         | 0242   | 0     |
| 09   | Anežka Přibylová         | 0112   | 0     |
| 10   | Theresa Fichtl           | 0105   | 0     |

| Rang | Name                     | Punkte | Siege |
| ---- | ------------------------ | ------ | ----- |
| 01   | Amélie Reymond           | 0800   | 08    |
| 02   | Mathilde Olsen Ilebrekke | 0500   | 0     |
| 03   | Guro Helde Kjølseth      | 0440   | 0     |
| 04   | Beatrice Zimmermann      | 0400   | 0     |
| 05   | Jasmin Taylor            | 0390   | 0     |
| 06   | Thea Smedheim Lunde      | 0360   | 0     |
| 07   | Argeline Tan-Bouquet     | 0305   | 0     |
| 08   | Kathrin Reischmann       | 0165   | 0     |
| 09   | Maelle Froissart         | 0145   | 0     |
| 10   | Kim Aegerter             | 095    | 0     |

| Endstand |                        |        |
| \| Rang \| Name \| Punkte \| \| ---- \| ---------------------- \| ------ \| \| 01. \| Schweiz \| 3472 \| \| 02. \| Norwegen \| 3316 \| \| 03. \| Frankreich \| 1502 \| \| 04. \| Vereinigtes Königreich \| 1085 \| \| 05. \| Deutschland \| 0597 \| \| 06. \| Tschechien \| 0374 \| \| 07. \| Slowenien \| 0271 \| \| 08. \| Italien \| 0118 \| |                        |        |
| Rang | Name                   | Punkte |
| 01. | Schweiz                | 3472   |
| 02. | Norwegen               | 3316   |
| 03. | Frankreich             | 1502   |
| 04. | Vereinigtes Königreich | 1085   |
| 05. | Deutschland            | 0597   |
| 06. | Tschechien             | 0374   |
| 07. | Slowenien              | 0271   |
| 08. | Italien                | 0118   |

## Mixed
| 4. Weltcup in Krvavec, 28.–30. Januar 2017 | 4. Weltcup in Krvavec, 28.–30. Januar 2017 | 4. Weltcup in Krvavec, 28.–30. Januar 2017 | 4. Weltcup in Krvavec, 28.–30. Januar 2017 | 4. Weltcup in Krvavec, 28.–30. Januar 2017 |
| ------------------------------------------ | ------------------------------------------ | ------------------------------------------ | ------------------------------------------ | ------------------------------------------ |
| Datum                                      | Disziplin                                  | Erster Platz                               | Zweiter Platz                              | Dritter Platz                              |
| 29. Januar 2017 (So.)                      | Mixed-Team-Parallelsprint                  | Schweiz                                    | Norwegen                                   | Frankreich                                 |

| Endstand |                        |        |
| \| Rang \| Name \| Punkte \| \| ---- \| ---------------------- \| ------ \| \| 01. \| Schweiz \| 7291 \| \| 02. \| Norwegen \| 5985 \| \| 03. \| Frankreich \| 3763 \| \| 04. \| Deutschland \| 3490 \| \| 05. \| Vereinigtes Königreich \| 1382 \| \| 06. \| Slowenien \| 1058 \| \| 07. \| Tschechien \| 0580 \| \| 08. \| Schweden \| 0340 \| \| 09. \| Italien \| 0204 \| \| 10. \| Japan \| 0179 \| \| 11. \| Vereinigte Staaten \| 0163 \| \| 12. \| Russland \| 0016 \| \| 13. \| Kanada \| 0011 \| |                        |        |
| Rang | Name                   | Punkte |
| 01. | Schweiz                | 7291   |
| 02. | Norwegen               | 5985   |
| 03. | Frankreich             | 3763   |
| 04. | Deutschland            | 3490   |
| 05. | Vereinigtes Königreich | 1382   |
| 06. | Slowenien              | 1058   |
| 07. | Tschechien             | 0580   |
| 08. | Schweden               | 0340   |
| 09. | Italien                | 0204   |
| 10. | Japan                  | 0179   |
| 11. | Vereinigte Staaten     | 0163   |
| 12. | Russland               | 0016   |
| 13. | Kanada                 | 0011   |